# Gerbilliscus phillipsi
Gerbilliscus phillipsi es una especie de roedor de la familia Muridae.

## Distribución geográfica
Se encuentra en Etiopía, Kenia y Somalia.

## Hábitat
Su hábitat natural son: matorrales áridos Clima tropical o subtropical